# Protagrypnus
Protagrypnus là một chi bọ cánh cứng trong họ 
Elateridae.
Chi này được miêu tả khoa học năm 1973 bởi Dolin.

## Các loài
Các loài trong chi này gồm:
- Protagrypnus exoletus Dolin, 1973
- Protagrypnus problematicum Dolin, 1973